# Anthony Turgis
Pour les articles homonymes, voir Turgis.
Anthony Turgis, né le 16 mai 1994 à Bourg-la-Reine, est un coureur cycliste français membre de l'équipe TotalEnergies. Spécialiste des classiques, il a notamment remporté l'étape des chemins blancs du Tour de France 2024. Il a également terminé deuxième de Milan-San Remo en 2022, quatrième du Tour des Flandres et deuxième d'À travers les Flandres en 2019.

## Biographie

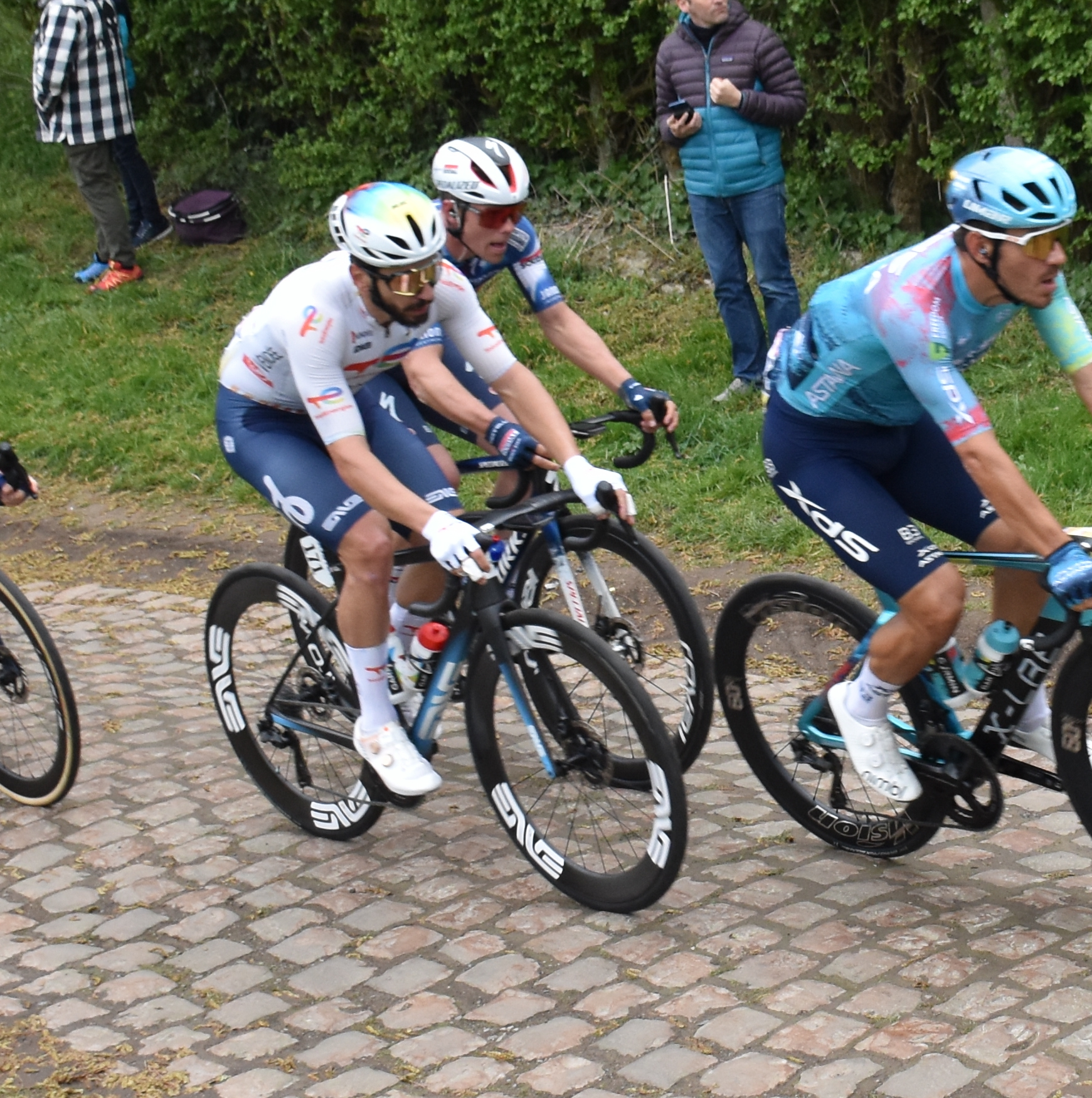
Anthony Turgis # 171 - Paris-Roubaix 2025.

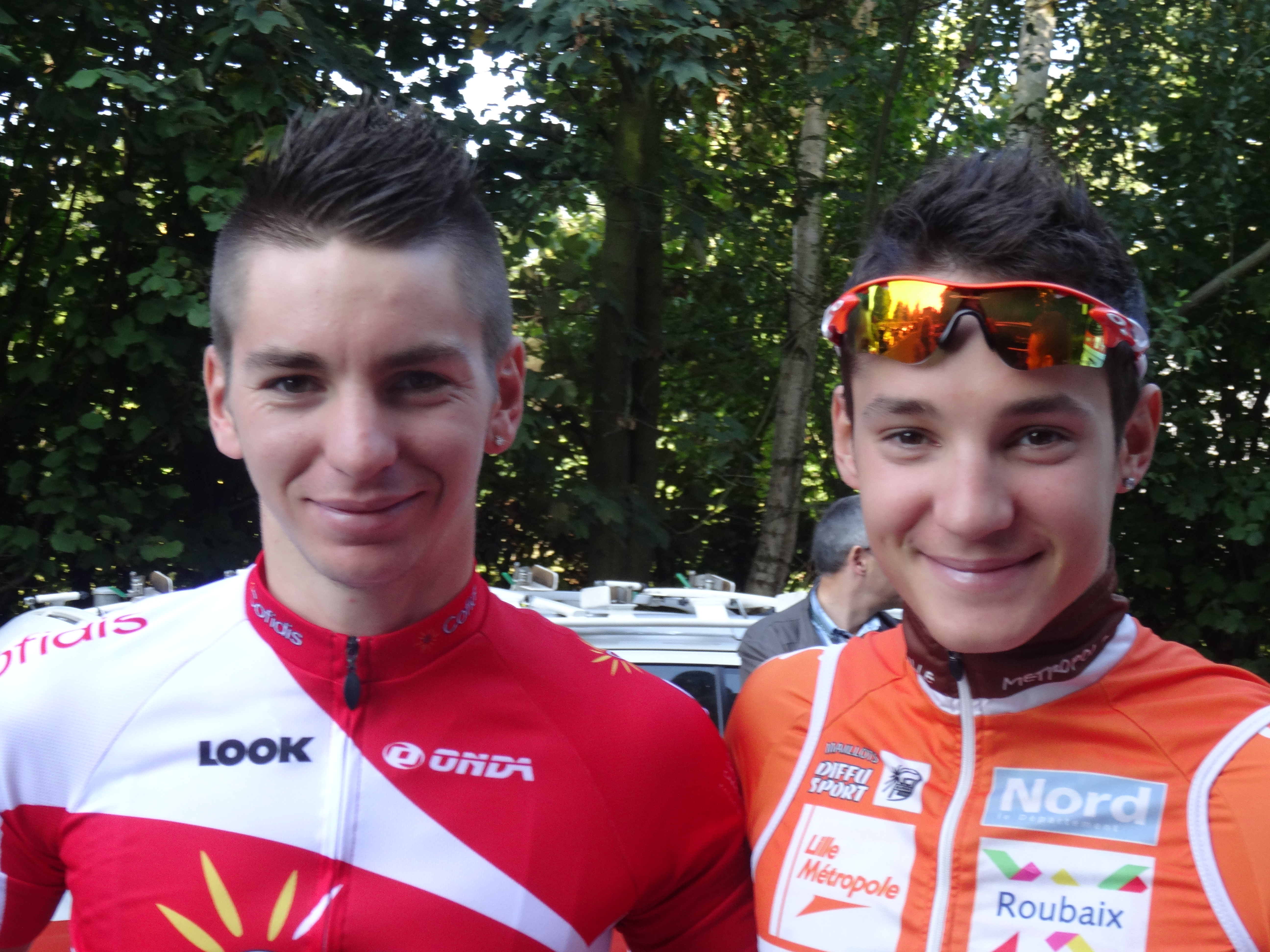
Anthony Turgis (stagiaire chez Cofidis) et son frère Jimmy (Roubaix Lille Métropole) lors de la 2e étape de l'Eurométropole Tour 2014 à Estaimbourg.

### Débuts
Anthony Turgis est issu d'une fratrie de coureurs : ses frères Jimmy et Tanguy ont tous deux arrêté leur carrière en raison d'une maladie du cœur qui s’aggrave avec l’effort intensif. En 2010, il devient champion de France sur route et vice-champion de France de cyclo-cross chez les cadets (moins de 17 ans) en 2010. En 2012, pour sa deuxième saison chez les juniors (moins de 19 ans), il obtient ses premiers résultats internationaux, terminant deuxième de Paris-Roubaix juniors et vice-champion d'Europe sur route juniors. Il obtient également des résultats en cyclo-cross, discipline qu'il arrête en 2012.
En 2013, il rejoint le CC Nogent-sur-Oise pour participer au calendrier amateur et moins de 23 ans. Après une année d'apprentissage, il se révèle en remportant Liège-Bastogne-Liège espoirs devant des coureurs tels que  Dylan Teuns, Tiesj Benoot ou Tao Geoghegan Hart. Il est également médaillé de bronze du championnat d'Europe sur route espoirs.

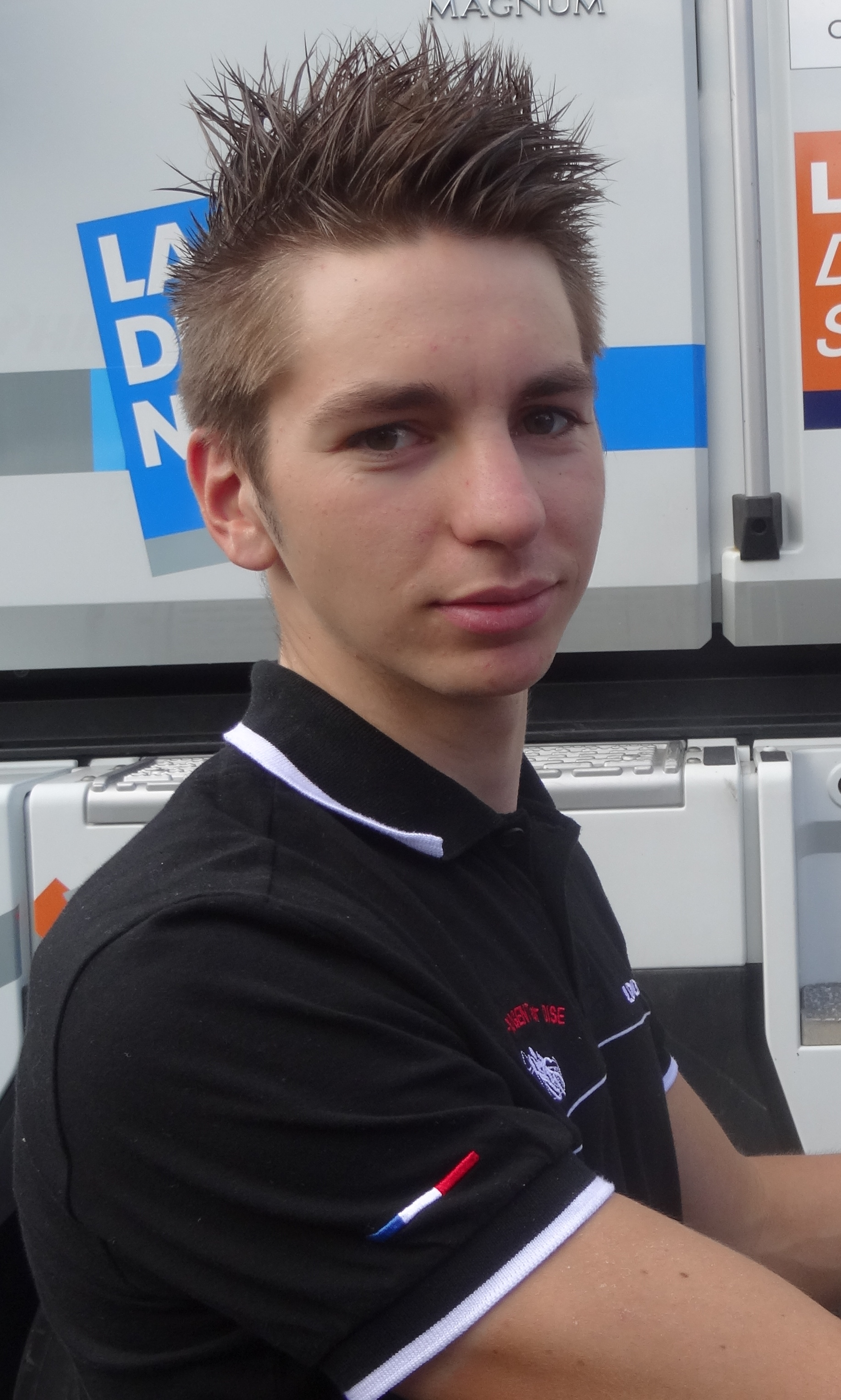
Anthony Turgis (CC Nogent-sur-Oise) lors du Paris-Arras Tour 2014.

### Carrière professionnelle

#### 2014-2018: Cofidis
Le 1er août 2014, Cofidis annonce la venue d'Anthony Turgis au sein de son équipe. 
Il remporte sa première victoire professionnelle lors de la deuxième étape des Boucles de la Mayenne 2015 où il enlève également le classement général. En fin de saison il s'adjuge la médaille de bronze du championnat du monde sur route espoirs, remporté par son compatriote Kévin Ledanois.
Le 19 mars 2016, il remporte la Classic Loire-Atlantique devant son coéquipier Loïc Chetout et permet à Cofidis de réaliser un doublé sur cette course. Un peu plus d'un mois plus tard, il prend la cinquième place sur la dernière étape du Tour de Yorkshire et s'adjuge la troisième position au classement général. Début juin, il remporte la troisième étape du Tour de Luxembourg, une épreuve dont il est quatrième du classement général. Après cette course, son contrat est prolongé jusqu'en fin d'année 2018. 
En 2017, il chute au Circuit Het Nieuwsblad et se fracture la clavicule gauche, manquant de ce fait la période des classiques. Il participe en fin de saison au Tour d'Espagne, son premier grand tour.
Au mois de mars 2018, il termine cinquième de la course À travers la Flandre-Occidentale-Johan Museeuw Classique remportée par son compatriote Rémi Cavagna. Deux semaines plus tard, il chute lors de la classique Milan-San Remo. Victime d’une fracture de la clavicule gauche, il doit renoncer aux classiques printanières. En juin, il devient vice-champion de France sur route derrière Anthony Roux, après avoir tenté d'anticiper le sprint. En juillet, il prend part à son premier Tour de France. Par la suite, il est sélectionné par Cyrille Guimard pour représenter la France aux championnats d'Europe sur route, mais abandonne la course.

#### Depuis 2019: Direct Énergie et TotalEnergies
En 2019, Anthony Turgis rejoint l'équipe Direct Énergie, pour pouvoir avoir un rôle plus important. Il s'impose dès sa première course à l'issue d'une échappée sur le Grand Prix La Marseillaise. Après avoir manqué les deux années précédentes les classiques flandriennes pour cause à chaque fois de fracture de la clavicule, il s'illustre cette saison en terminant à la quatorzième place de Gand-Wevelgem et surtout deuxième d'À travers les Flandres, battu au sprint par Mathieu van der Poel.
En 2020, il est notamment cinquième du championnat de France sur route, huitième de la Flèche brabançonne et quatrième du Tour des Flandres.
Anthony Turgis est régulier dans les classiques en 2021. Obtenant la deuxième place sur Kuurne-Bruxelles-Kuurne, il est ensuite dixième de Milan-San Remo, douzième du GP E3, neuvième de Gand-Wevelgem, huitième d'À travers les Flandres. Lors du Tour des Flandres, il figure dans le groupe des favoris à 27 kilomètres de l'arrivée. Il est cependant distancé à la suite d'une attaque de Kasper Asgreen qui le surprend alors qu'il se ravitaille. Il se classe huitième à l'arrivée d'une course remportée par Asgreen. Fin septembre, il participe aux mondiaux de Louvain, en Belgique, où il joue un rôle d'équipier pour Julian Alaphilippe qui remporte son deuxième titre consécutif,.
En 2022, il se classe deuxième de Milan-San Remo. Lors des championnats de France sur route, il devient pour la seconde fois après 2018, vice-champion de France. En août, TotalEnergies annonce l'extension du contrat de Turgis jusqu'en fin d'année 2025.
En septembre 2023, il est deuxième de la Super 8 Classic derrière Mathieu van der Poel. Il est ensuite sélectionné pour la course en ligne des championnats d'Europe en remplacement de Benoît Cosnefroy, malade.
Le 7 juillet 2024, il remporte sa première victoire dans une épreuve de l'UCI World Tour en gagnant sur les chemins blancs autour de Troyes la 9e étape du Tour de France, après avoir fait partie d'une échappée de plus de 150 kilomètres.

## Palmarès sur route

### Palmarès amateur
| - 2010 - Champion de France sur route cadets - 2011 - 2e étape de la Route d'Éole - La Cantonale Juniors : - Classement général - 1re étape (contre-la-montre) - 2012 - Champion d'Île-de-France sur route juniors - Champion d'Île-de-France du contre-la-montre juniors - 2e étape de la Route d'Éole - La Cantonale Juniors - 2ea étape de Liège-La Gleize (contre-la-montre par équipes) - 2e de la Route d'Éole - 2e de Paris-Roubaix juniors - Médaillé d'argent du championnat d'Europe sur route juniors - 10e du championnat d'Europe du contre-la-montre juniors | - 2013 - 2e du Prix de Paris XIVe - 3e du Grand Prix de Montlhéry - 2014 - Liège-Bastogne-Liège espoirs - 4e étape du Tour de Seine-Maritime - 3e du championnat de France sur route amateurs - Médaillé de bronze du championnat d'Europe sur route espoirs - 2015 - Médaillé de bronze du championnat du monde sur route espoirs |  |

### Palmarès professionnel
| - 2015 - Boucles de la Mayenne : - Classement général - 2e étape - 2016 - Classic Loire-Atlantique - 3e étape du Tour de Luxembourg - 3e du Tour de Yorkshire - 2017 - 3e de Paris-Chauny - 3e de l'Eurométropole Tour - 2018 - 2e du championnat de France sur route - 2019 - Grand Prix La Marseillaise - Paris-Chauny - 2e d'À travers les Flandres - 2020 - 4e du Tour des Flandres | - 2021 - 2e de Kuurne-Bruxelles-Kuurne - 8e d'À travers les Flandres - 8e du Tour des Flandres - 9e de Gand-Wevelgem - 10e de Milan-San Remo - 2022 - 2e de Milan-San Remo - 2e du championnat de France sur route - 3e de la Polynormande - 2023 - 2e de la Super 8 Classic - 9e de Milan-San Remo - 2024 - 9e étape du Tour de France - 2025 - 2e du Trofeo Felanitx-Ses Salines |  |

### Résultats sur les grands tours

#### Tour de France
8 participations
- 2018 : 116e
- 2019 : 131e
- 2020 : 108e
- 2021 : 73e
- 2022 : 129e
- 2023 : 94e
- 2024 : 106e, vainqueur de la 9e étape
- 2025 : 106e

#### Tour d'Espagne
1 participation
- 2017 : 117e

### Résultats sur les classiques
Ce tableau présente les résultats d'Anthony Turgis sur courses d'un jour de l'UCI World Tour auxquelles il a participé, ainsi qu'aux différentes compétitions internationales.
| Légende | Légende | Légende | Légende     | Légende | Légende              | Légende | Légende       |
| ------- | ------- | ------- | ----------- | ------- | -------------------- | ------- | ------------- |
| AB      | Abandon | HD      | Hors-délais | -       | Pas de participation | ×       | Pas d'épreuve |

| Année | Circuit Het Nieuwsblad | Strade Bianche | Milan-San Remo | Trois Jours de Bruges-La Panne | Grand Prix E3 | Gand-Wevelgem | À travers les Flandres | Tour des Flandres | Paris-Roubaix | Amstel Gold Race | Flèche wallonne | Liège- Bastogne-Liège | Classique de Saint-Sébastien | EuroEyes Cyclassics | Bretagne Classic | Grand Prix de Québec | Grand Prix de Montréal | Tour de Lombardie | Championnat d'Europe | Championnat du monde |
| ----- | ---------------------- | -------------- | -------------- | ------------------------------ | ------------- | ------------- | ---------------------- | ----------------- | ------------- | ---------------- | --------------- | --------------------- | ---------------------------- | ------------------- | ---------------- | -------------------- | ---------------------- | ----------------- | -------------------- | -------------------- |
| 2015  | Ab.                    | -              | -              | ×                              | -             | -             | -                      | -                 | -             | -                | -               | Ab.                   | -                            | -                   | Ab.              | -                    | -                      | -                 | -                    | -                    |
| 2016  | -                      | -              | -              | ×                              | -             | -             | -                      | -                 | -             | -                | 108e            | 127e                  | Ab.                          | 30e                 | 21e              | -                    | -                      | Ab.               | -                    | -                    |
| 2017  | Ab.                    | 34e            | -              | ×                              | Ab.           | -             | -                      | -                 | -             | -                | -               | -                     | -                            | -                   | -                | -                    | -                      | Ab.               | -                    | -                    |
| 2018  | -                      | -              | -              | -                              | -             | -             | -                      | -                 | -             | -                | -               | -                     | -                            | -                   | Ab.              | -                    | -                      | -                 | Ab.                  | -                    |
| 2019  | 65e                    | -              | 41e            | -                              | Ab.           | 14e           | 2e                     | 97e               | 18e           | -                | -               | -                     | -                            | -                   | -                | -                    | -                      | -                 | -                    | -                    |
| 2020  | 25e                    | -              | 29e            | Ab.                            | ×             | 29e           | ×                      | 4e                | ×             | ×                | -               | -                     | ×                            | ×                   | -                | ×                    | ×                      | -                 | -                    | -                    |
| 2021  | 15e                    | -              | 10e            | -                              | 12e           | 9e            | 8e                     | 8e                | 13e           | -                | -               | -                     | -                            | -                   | 51e              | ×                    | ×                      | -                 | -                    | Ab.                  |
| 2022  | Ab.                    | -              | 2e             | -                              | 13e           | 26e           | 72e                    | Ab.               | Ab.           | Ab.              | -               | -                     | -                            | -                   | 118e             | 36e                  | Ab.                    | -                 | -                    | -                    |
| 2023  | 96e                    | -              | 9e             | -                              | Ab.           | 32e           | 138e                   | 17e               | 74e           | -                | -               | -                     | -                            | 93e                 | 62e              | -                    | -                      |                   |                      | -                    |

### Classements mondiaux
| Année                                 | 2014 | 2015 | 2016 | 2017 | 2018 | 2019 | 2020 | 2021 | 2022 | 2023 | 2024 |
| ------------------------------------- | ---- | ---- | ---- | ---- | ---- | ---- | ---- | ---- | ---- | ---- | ---- |
| Classement mondial                    |      |      | 160e | 472e | 406e | 64e  | 85e  | 86e  | 82e  | 201e | 221e |
| UCI Europe Tour                       | 186e | 121e | 57e  | 251e | 233e | 52e  | 70e  | 72e  | 70e  | nc   | nc   |
| UCI America Tour                      | nc   | 77e  | nc   | nc   | nc   |      |      |      |      |      |      |
|                                       |      |      |      |      |      |      |      |      |      |      |      |
| Légende : nc = non classéSource : UCI |      |      |      |      |      |      |      |      |      |      |      |

## Palmarès en cyclo-cross
| - 2007-2008 - Champion d'Île-de-France de cyclo-cross cadets - 2008-2009 - Champion d'Île-de-France de cyclo-cross cadets - 2009-2010 - 2e du championnat de France de cyclo-cross cadets | - 2010-2011 - Champion d'Île-de-France de cyclo-cross juniors - 2e du Challenge la France cycliste juniors - 2011-2012 - Champion de Picardie de cyclo-cross espoirs - 7e de la Coupe du monde juniors |